# Katedra św. Dionizego Areopagity w Atenach
Katedra św. Dionizego Areopagity w Atenach – rzymskokatolicka katedra archidiecezji ateńskiej znajdująca się w Atenach, stolicy Grecji. Mieści się przy ulicy Panepistimiou, pod numerem 24.
Budowa katedry została ukończona w 1865 roku. Jest to kamienna budowla wybudowana w stylu bazylikowym z portykiem od frontu podtrzymywanym przez marmurowe kolumny. Wnętrze jest podzielone na trzy nawy oddzielone od siebie przez rzędy kolumn, wykonanych z ateńskiego marmuru. Apsyda posiada freski. Katedra została zbudowana z pieniędzy przysyłanych z zagranicy, głównie z Rzymu.